# Mr. & Mrs. Aslan
Mr. & Mrs. Aslan is een aankomende Nederlandse komische actiefilm geregisseerd en mede geschreven door Reinier Smit.

## Verhaal
De film volgt undercoveragent Luna Aslan, die met behulp van haar collega Niels na een gevaarlijke missie topcrimineel Baris weet te arresteren. Thuis moet Luna echter omgaan met een nog grote uitdaging: haar man Emre die niets van haar dubbelleven af weet. Dankzij zijn complotdenkende neef Ferhat raakt Emre ervan overtuigd dat het geheimzinnige gedrag van zijn vrouw moet komen omdat ze vreemd gaat. Als de misverstanden zich verder opstapelen en blijkt dat Baris het op hun beide gemunt heeft, zetten Mr. en Mrs. Alan samen alles op alles om hun leven en huwelijk te redden.

## Rolverdeling
| acteur                 | personage            |
| ---------------------- | -------------------- |
| Yolanthe Cabau         | Luna Aslan           |
| Sinan Eroglu           | Emre Aslan           |
| Thijs Boermans         | Niels                |
| Murda                  | Baris                |
| Nesim El Ahmadi        | Ferhat               |
| Monic Hendrickx        | Helen                |
| Ruben van der Meer     | Don                  |
| André Dongelmans       | Simon                |
| Anna Keuning           | Harriet              |
| Nick Golterman         | Dylan                |
| Nilüfer Öder           | Derim                |
| Lennox Tiendalli       | Toby                 |
| Lonneke Bakker         | Natasja              |
| Dennis Barends         | Herman               |
| Mason Christian Mulder | Damian               |
| Hedy Wiegner           | oma                  |
| Claire Schuyffel       | moeder gijzeling     |
| Charlie May            | vader gijzeling      |
| Moos Hofstra           | zoon gijzeling       |
| Sarah Bennink          | dochter gijzeling    |
| Hassan Slaby           | hitman 1             |
| Xavier Molijn          | hitman 2             |
| Brody Edens            | baby van Luna & Emre |

## Achtergrond
De film werd geregisseerd door Reinier Smit en geproduceerd door Jeroen Koopman namens productiebedrijf NewBe. Daarnaast was Smit samen met Sinan Eroglu en Zeynep Dulger verantwoordelijk voor het schrijven van het scenario van de film. De opnames van de film vonden in het najaar van 2024 plaats, er werd onder meer gefilmd in Uitgeest.  Hoofdrollen in de film waren weggelegd voor onder anderen Yolanthe Cabau, Sinan Eroglu, Thijs Boermans, Murda en Nesim El Ahmadi.

## Release
Op 16 juli 2025 werd de eerste trailer van de film uitgebracht. Mr. & Mrs. Aslan staat gepland om door distributeur Independent Films op 18 september 2025 in de Nederlandse bioscopen uitgebracht te worden.